# Simultanee di Emanuel Lasker

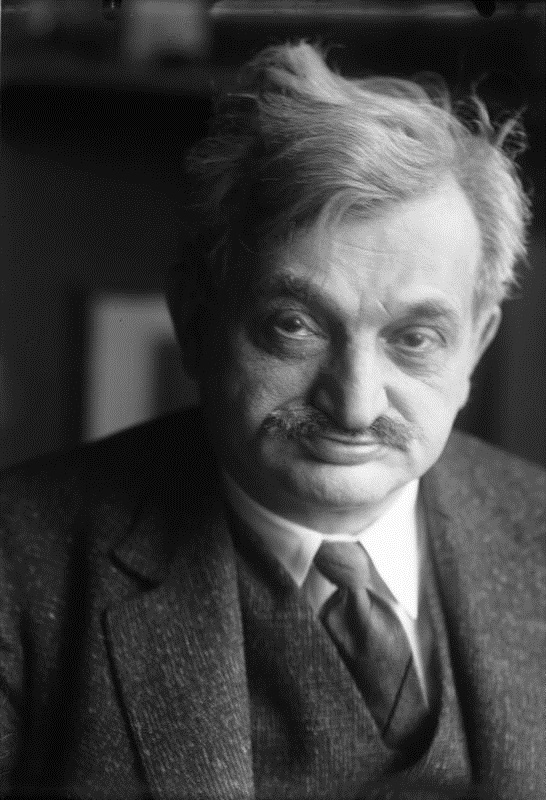
Emanuel Lasker nel 1929.

Questo è un elenco di simultanee tenute da Emanuel Lasker, campione del mondo di scacchi dal 1894 al 1921.
Sono note oltre 570 simultanee di Lasker in vari paesi dell'Europa, Nordamerica, America Centrale e Sudamerica. Qui sono riportate soltanto quelle di cui si conosce il risultato.
- La bandiera è quella dello stato a cui appartiene attualmente la città.
- La terza colonna indica il numero di scacchiere.
- L'elenco può essere incompleto.

## 1891-1900
| Città                 | Data              | Nr. | Risultato | Note              |
| --------------------- | ----------------- | --- | --------- | ----------------- |
| Londra                | 5 agosto 1891     | 3   | +1 -1 =1  | Alla cieca        |
| Londra                | 8 agosto 1891     | 20  | +15 -2 =3 |                   |
| Londra                | 12 agosto 1891    | 4   | +1 -3 = 0 |                   |
| Londra                | 22 agosto 1891    | 20  | +14 -2 =4 |                   |
| Brighton              | 27 febbraio 1892  | 6   | +2 -3 =1  | Alla cieca        |
| Brighton              | 27 febbraio 1892  | 26  | +20 -0 =6 |                   |
| Wakefield             | 23 aprile 1892    | 22  | +19 -1 =2 |                   |
| Leeds                 | 25 aprile 1892    | 17  | +14 -1 =2 |                   |
| Londra                | 24 settembre 1892 | 20  | +15 -3 =2 |                   |
| New York              | 22 ottobre 1892   | 5   | +5 -0 =0  | Alla cieca[3]     |
| New York              | 29 ottobre 1892   | 20  | +15 -2 =3 |                   |
| New York              | 5 novembre 1892   | 12  | +10 -1 =1 | Handicap[4]       |
| Brooklyn              | 12 novembre 1892  | 14  | +12 -0 =2 |                   |
| Brooklyn              | 15 novembre 1892  | 5   | +4 -1 =0  | Alla cieca        |
| Brooklyn              | 19 novembre 1892  | 12  | +10 -0 =2 | [5]               |
| Montréal              | 22 novembre 1892  | 24  | +21 -1 =2 |                   |
| Montréal              | 24 novembre 1892  | 26  | +24 -1 =1 |                   |
| Québec                | 26 novembre 1892  | 5   | +5 -0 =0  | [6]               |
| Québec                | 26 novembre 1892  | 18  | +15 -1 =2 | [7]               |
| Baltimora             | 28 novembre 1892  | 24  | +23 -1 =0 |                   |
| Baltimora             | 30 novembre 1892  | 6   | +6 -0 =0  | Consultazione [8] |
| Baltimora             | 1 dicembre 1892   | 23  | +23 -0 =0 |                   |
| Brooklyn              | 10 dicembre 1892  | 14  | +8 -3 =3  |                   |
| Logansport            | 13 dicembre 1892  | 14  | +13 -1 =0 |                   |
| Filadelfia            | 29 dicembre 1892  | 19  | +4 -0 =15 | [9]               |
| Filadelfia            | 2 gennaio 1893    | 20  | +12 -4 =4 | [10]              |
| L'Avana               | 5 febbraio 1893   | 21  | +19 -2 =0 |                   |
| New Orleans           | 20 febbraio 1893  | 16  | +15 -0 =1 |                   |
| New Orleans           | 23 febbraio 1893  | 17  | +12 -2 =3 |                   |
| New Orleans           | 25 febbraio 1893  | 17  | +17 -0 =0 |                   |
| Chicago               | 30 aprile 1893    | 11  | +9 -1 =1  |                   |
| Chicago               | 1 giugno 1893     | 9   | +7 -2 =0  |                   |
| Chicago               | 5 giugno 1893     | 11  | +9 -1 =1  |                   |
| Chicago               | giugno 1893       | 12  | +11 -0 =1 |                   |
| New York              | 16 settembre 1893 | 19  | +13 -3 =3 |                   |
| Brooklyn              | 23 settembre 1893 | 15  | +13 -1 =1 |                   |
| Filadelfia            | 23 ottobre 1893   | 19  | +11 -5 =3 |                   |
| Baltimora             | 24 ottobre 1893   | 23  | +22 -0 =1 |                   |
| Brooklyn              | 20 gennaio 1894   | 18  | +16 -1 =1 |                   |
| Berlino               | 23 luglio 1894    | 4   | +2 -0 =2  | Alla cieca        |
| Lipsia                | 9 settembre 1894  | 36  | +24 -7 =5 |                   |
| Brighton              | 3 ottobre 1894    | 25  | +20 -2 =3 |                   |
| Brighton              | 19 gennaio 1895   | 20  | +20 -0 =0 |                   |
| Brighton              | 22 gennaio 1895   | 14  | +14 -0 =0 |                   |
| Liverpool             | 25 gennaio 1895   | 25  | +20 -2 =3 |                   |
| Liverpool             | 26 gennaio 1895   | 19  | +19 -0 =0 |                   |
| Hastings              | 20 marzo 1895     | 20  | +19 -0 =1 |                   |
| Londra                | 5 aprile 1895     | 18  | +16 -1 =1 |                   |
| Ilkley                | 20 luglio 1895    | 16  | +15 -0 =1 |                   |
| Newcastle upon Tyne   | 15 giugno 1895    | 16  | +15 -0 =1 |                   |
| Newcastle upon Tyne   | 16 giugno 1895    | 17  | +14 -1 =2 |                   |
| Mosca                 | 5 febbraio 1896   | 26  | +23 -1 =2 |                   |
| Mosca                 | 6 febbraio 1896   | 19  | +16 -1 =2 |                   |
| Berlino               | 28 febbraio 1896  | 3   | +2 -1 =0  | Consultazione     |
| Berlino               | 17 marzo 1896     | 24  | +22 -0 =2 |                   |
| Londra                | 17 aprile 1896    | 28  | +20 -2 =6 |                   |
| Amburgo               | agosto 1896       | 25  | +22 -1 =2 |                   |
| Hereford              | 18 febbraio 1897  | 25  | +22 -0 =3 |                   |
| Hereford              | 19 febbraio 1897  | 19  | +18 -0 =1 |                   |
| Brighton              | 26 febbraio 1897  | 17  | +16 -1 =0 |                   |
| Brighton              | 27 febbraio 1897  | 39  | +39 -0 =0 |                   |
| Birmingham            | 1 marzo 1897      | 31  | +26 -2 =3 |                   |
| Birmingham            | 2 marzo 1897      | 6   | +6 -0 =0  | Consultazione     |
| Lipsia                | 13 febbraio 1898  | 22  | +19 -2 =1 |                   |
| Dresda                | 15 febbraio 1898  | 28  | +24 -0 =4 |                   |
| Brema                 | 22 febbraio 1898  | 20  | +20 -0 =0 |                   |
| Brema                 | 23 febbraio 1898  | 20  | +19 -1 =0 |                   |
| Francoforte sul Meno  | 22 marzo 1898     | 22  | +16 -4 =2 |                   |
| Friburgo in Brisgovia | 24 marzo 1898     | 13  | +10 -3 =0 |                   |
| Zurigo                | 27 marzo 1898     | 22  | +21 -1 =0 |                   |
| Berna                 | 30 marzo 1898     | 23  | +22 -1 =0 |                   |
| Utrecht               | 6 aprile 1898     | 33  | +30 -1 =2 |                   |
| Leida                 | aprile 1898       | 31  | +26 -4 =1 |                   |
| L'Aia                 | aprile 1898       | 20  | +19 -0 =1 |                   |
| Amburgo               | 25 ottobre 1898   | 28  | +27 -1 =0 |                   |
| Londra                | 5 novembre 1898   | 21  | +21 -0 =0 | [11]              |
| Basingstoke           | 10 novembre 1898  | 20  | +20 -0 =0 |                   |
| Oxford                | 12 novembre 1898  | 20  | +17 -1 =2 | [12]              |
| Plymouth              | novembre 1898     | 31  | +24 -3 =4 |                   |
| Londra                | 22 novembre 1898  | 24  | +18 -1 =4 |                   |
| Cheltenham            | 24 novembre 1898  | 30  | +24 -2 =4 |                   |
| Bristol               | 25 novembre 1898  | 22  | +18 -2 =2 |                   |
| Bristol               | 26 novembre 1898  | 25  | +19 -2 =4 |                   |
| Ealing                | 9 dicembre 1898   | 23  | +20 -1 =2 |                   |
| Eastbourne            | 10 dicembre 1898  | 20  | +19 -0 =1 |                   |
| Manchester            | 16 dicembre 1898  | 23  | +13 -1 =9 |                   |
| Manchester            | 20 dicembre 1898  | 26  | +23 -1 =2 |                   |
| Glasgow               | 5 gennaio 1899    | 25  | +23 -0 =2 |                   |
| Glasgow               | 6 gennaio 1899    | 27  | +27 -0 =0 |                   |
| Stirling              | gennaio 1899      | 25  | +24 -1 =0 |                   |
| Edimburgo             | 13 gennaio 1899   | 27  | +24 -2 =1 |                   |
| Mosca                 | 8 febbraio 1899   | 26  | +19 -1 =6 |                   |
| Mosca                 | 10 febbraio 1899  | 6   | +6 -0 =0  | Alla cieca        |
| Mosca                 | 12 febbraio 1899  | 13  | +10 -1 =2 | Consultazione     |
| Mosca                 | 13 febbraio 1899  | 10  | +8 -1 =1  | Consultazione     |
| Mosca                 | 15 febbraio 1899  | 36  | +28 -3 =5 |                   |
| Mosca                 | 16 febbraio 1899  | 36  | +28 -5 =3 |                   |
| Mosca                 | 17 febbraio 1899  | 40  | +31 -4 =5 |                   |
| Londra                | 11 luglio 1899    | 26  | +21 -3 =2 |                   |
| Wiesbaden             | 14 febbraio 1900  | 15  | +15 -0 =0 |                   |
| Seghedino             | 23 settembre 1900 | 9   | +8 -0 =1  |                   |
| Vienna                | 29 settembre 1900 | 33  | +28 -3 =2 |                   |
| Vienna                | 30 settembre 1900 | 5   | +4 -0 =1  | Alla cieca        |
| Londra                | 8 novembre 1900   | 50  | +43 -2 =5 |                   |
| Londra                | 15 novembre 1900  | 41  | +36 -1 =4 |                   |
| Londra                | 21 novembre 1900  | 25  | +14 -7 =4 |                   |
| Birmingham            | 24 novembre 1900  | 12  | +12 -0 =0 |                   |
| Norwich               | 28 novembre 1900  | 20  | +15 -3 =2 |                   |
| Derby                 | 5 dicembre 1900   | 62  | +58 -0 =4 |                   |
| Hereford              | 6 dicembre 1900   | 23  | +22 -1 =0 |                   |
| Hereford              | 7 dicembre 1900   | 18  | +17 -1 =0 |                   |
| Londra                | 9 dicembre 1900   | 40  | +40 -0 =0 | [13]              |
| Manchester            | 13 dicembre 1900  | 26  | +25 -0 =1 |                   |

## 1901-1910
| Città                | Data              | Nr. | Risultato  | Note           |
| -------------------- | ----------------- | --- | ---------- | -------------- |
| New York             | 3 maggio 1901     | 23  | +17 -3 =3  | [14]           |
| New York             | 13 maggio 1901    | 15  | +15 -0 =0  | [15]           |
| New York             | 14 maggio 1901    | 25  | +22 -1 =2  | [16]           |
| Filadelfia           | 17 maggio 1901    | 20  | +13 -2 =5  |                |
| Davenport            | 22 maggio 1901    | 23  | +20 -0 =3  |                |
| Davenport            | 23 maggio 1901    | 17  | +16 -1 =0  |                |
| Milwaukee            | 24 maggio 1901    | 36  | +35 -1 =0  |                |
| Manchester           | 1º ottobre 1901   | 24  | +17 -0 =7  |                |
| Manchester           | 3 ottobre 1901    | 26  | +19 -0 =7  |                |
| Manchester           | 25 novembre 1901  | 18  | +16 -1 =1  |                |
| Manchester           | 9 dicembre 1901   | 16  | +15 -1 =0  |                |
| Parigi               | 21 dicembre 1901  | 16  | +11 -3 =2  | [17]           |
| Parigi               | 23 dicembre 1901  | 40  | +34 -4 =2  | [18]           |
| Hereford             | 15 febbraio 1902  | 39  | +37 -0 =2  |                |
| Berlino              | 23 agosto 1902    | 21  | +14 -1 =6  | [19]           |
| Manchester           | 27 settembre 1902 | 15  | +14 -0 =1  |                |
| Stirling             | 2 ottobre 1902    | 15  | +14 -0 =1  |                |
| New York             | 17 ottobre 1902   | 25  | +14 -3 =8  | [14]           |
| New York             | 25 ottobre 1902   | 26  | +17 -0 =9  | [14]           |
| New York             | 30 ottobre 1902   | 22  | +17 -1 =4  | [16]           |
| Brooklyn             | 31 ottobre 1902   | 20  | +18 -2 =0  | [20]           |
| Filadelfia           | 7 novembre 1902   | 20  | +17 -1 =2  |                |
| Filadelfia           | 8 novembre 1902   | 21  | +15 -1 =5  |                |
| Chicago              | 15 novembre 1902  | 23  | +17 -2 =4  |                |
| Milwaukee            | 18 novembre 1902  | 23  | +20 -0 =3  |                |
| Saint Louis          | 23 novembre 1902  | 29  | +27 -1 =1  |                |
| Chicago              | 10 dicembre 1902  | 14  | +13 -1 =0  | Handicap[21]   |
| Chicago              | 12 dicembre 1902  | 23  | +21 -1 =1  |                |
| San Francisco        | 27 dicembre 1902  | 11  | +8 -2 =1   | [22]           |
| Chicago              | 19 gennaio 1903   | 15  | +13 -1 =1  | [23]           |
| Baltimora            | 30 gennaio 1903   | 26  | +25 -1 =0  |                |
| Boston               | 2 febbraio 1903   | 25  | +21 -1 =3  | [24]           |
| Boston               | 5 febbraio 1903   | 12  | +12 -0 =0  | [25]           |
| Boston               | febbraio 1903     | 18  | +13 -2 =3  | [25]           |
| Berlino              | 11 luglio 1904    | 11  | +9 -0 =2   |                |
| Norimberga           | 16 ottobre 1904   | 25  | +19 -1 =5  |                |
| Hereford             | 3 dicembre 1903   | 40  | +38 -0 =2  |                |
| Manchester           | 10 dicembre 1903  | 28  | +17 -1 =10 |                |
| Londra               | 16 dicembre 1903  | 20  | +13 -3 =4  | [26]           |
| Hannover             | 20 dicembre 1903  | 18  | +17 -0 =1  |                |
| Brema                | 28 gennaio 1904   | 33  | +27 -4 =2  |                |
| Amburgo              | 30 gennaio 1904   | 31  | +29 -2 =0  |                |
| Londra               | 6 febbraio 1904   | 20  | +19 -0 =1  | [27]           |
| Brighton             | 9 febbraio 1904   | 22  | +18 -0 =4  |                |
| Brighton             | 10 febbraio 1904  | 6   | +6 -0 =0   | Alla cieca     |
| Brighton             | 13 febbraio 1904  | 30  | +26 -1 =3  |                |
| Elizabeth            | 30 marzo 1905     | 30  | +30 -0 =0  |                |
| Brooklyn             | aprile 1905       | 18  | +18 -0 =0  |                |
| Chicago              | 6 maggio 1905     | 37  | +27 -4 =6  |                |
| Memphis              | 13 maggio 1905    | 15  | +15 -0 =0  |                |
| New Orleans          | maggio 1905       | 23  | +16 -1 =6  |                |
| New Orleans          | 16 maggio 1905    | 10  | +10 -0 =0  |                |
| New Orleans          | 18 maggio 1905    | 11  | +11 -0 =0  |                |
| New Orleans          | 20 maggio 1905    | 23  | +17 -1 =5  |                |
| Baltimora            | 29 giugno 1905    | 26  | +26 -0 =0  |                |
| Brooklyn             | 8 dicembre 1905   | 16  | +16 -0 =0  |                |
| Filadelfia           | 9 dicembre 1905   | 15  | +10 -2 =3  |                |
| Montréal             | dicembre 1905     | 14  | +11 -1 =2  |                |
| New York             | 25 gennaio 1906   | 32  | +25 -1 =6  |                |
| Saint Louis          | febbraio 1906     | 22  | +19 -1 =2  |                |
| Topeka               | febbraio 1906     | 43  | +38 -1 =4  |                |
| Kansas City          | febbraio 1906     | 12  | +9 -0 =3   |                |
| Boston               | 19 aprile 1906    | 30  | +24 -3 =3  |                |
| New York             | 17 giugno 1906    | 30  | +18 -4 =8  | [28]           |
| Pittsburgh           | 17 ottobre 1906   | 28  | +24 -2 =2  |                |
| Hackensack           | gennaio 1907      | 40  | +36 -0 =4  |                |
| Boston               | 19 aprile 1907    | 26  | +18 -2 =6  |                |
| Richmond Hill        | 4 maggio 1907     | 19  | +17 -1 =1  |                |
| Morristown           | 10 maggio 1907    | 25  | +23 -2 =0  |                |
| Hartford             | 25 maggio 1907    | 15  | +14 -0 =1  |                |
| Boston               | 26 maggio 1907    | 16  | +14 -0 =2  |                |
| Saint Paul           | 4 giugno 1907     | 16  | +16 -0 =0  |                |
| Winnipeg             | 7 giugno 1907     | 14  | +12 -2 =0  |                |
| Winnipeg             | 8 giugno 1907     | 25  | +20 -3 =2  |                |
| Kansas City          | 12 giugno 1907    | 8   | +8 -0 =0   |                |
| Topeka               | 13 giugno 1907    | 15  | +13 -1 =1  | [29]           |
| New Orleans          | 18 giugno 1907    | 18  | +12 -2 =4  |                |
| New Orleans          | 24 giugno 1907    | 16  | +13 -1 =2  |                |
| Brooklyn             | 20 novembre 1907  | 24  | +18 -3 =3  |                |
| Londra               | 21 gennaio 1908   | 19  | +16 -0 =3  | [30]           |
| Londra               | 24 gennaio 1908   | 25  | +18 -1 =6  | [31]           |
| Tunbridge Wells      | 25 gennaio 1908   | 22  | +18 -1 =3  |                |
| Londra               | 27 gennaio 1908   | 20  | +16 -1 =3  |                |
| Bristol              | 30 gennaio 1908   | 20  | +17 -0 =3  |                |
| Hampstead            | 1º febbraio 1908  | 21  | +15 -1 =5  |                |
| Londra               | 3 febbraio 1908   | 20  | +16 -1 =3  |                |
| Ilford               | 7 febbraio 1908   | 24  | +18 -2 =4  |                |
| Londra               | 8 febbraio 1908   | 24  | +18 -0 =6  | [32]           |
| Portsmouth           | 14 febbraio 1908  | 21  | +17 -2 =2  |                |
| Swindon              | 17 febbraio 1908  | 24  | +23 -0 =1  |                |
| Oxford               | 18 febbraio 1908  | 26  | +14 -2 =10 |                |
| Cheltenham           | 19 febbraio 1908  | 25  | +23 -0 =2  |                |
| Cirencester          | 20 febbraio 1908  | 18  | +16 -1 =1  |                |
| Hereford             | 21 febbraio 1908  | 30  | +27 -1 =2  |                |
| Bristol              | 22 febbraio 1908  | 19  | +16 -1 =2  |                |
| Bristol              | 24 febbraio 1908  | 23  | +14 -1 =8  |                |
| Gloucester           | 25 febbraio 1908  | 20  | +16 -2 =2  |                |
| Blaina               | 29 febbraio 1908  | 20  | +16 -0 =4  |                |
| Neath                | febbraio 1908     | 20  | +16 -0 =4  |                |
| Truro                | marzo 1908        | 20  | +18 -0 =2  |                |
| Totnes               | 5 marzo 1908      | 12  | +6 -0 =6   |                |
| Bath                 | marzo 1908        | 25  | +22 -0 =3  |                |
| Shrewsbury           | marzo 1908        | 14  | +13 -1 =0  |                |
| Haverhill            | marzo 1908        | 9   | +9 -0 =0   | Consultazione  |
| Birmingham           | 17 marzo 1908     | 28  | +23 -2 =3  |                |
| Stafford             | 18 marzo 1908     | 18  | +18 -0 =0  |                |
| Stourbridge          | 19 marzo 1908     | 36  | +26 -1 =9  |                |
| Walsall              | 20 marzo 1908     | 22  | +19 -0 =3  |                |
| Wrexham              | 21 marzo 1908     | 25  | +24 -1 =0  |                |
| Colwyn Bay           | 23 marzo 1908     | 19  | +17 -0 =2  |                |
| Nottingham           | 28 marzo 1908     | 30  | +23 -2 =5  |                |
| Altrincham           | 2 aprile 1908     | 17  | +15 -1 =1  |                |
| Manchester           | 3 aprile 1908     | 30  | +22 -4 =4  |                |
| Bradford             | 10 aprile 1908    | 25  | +20 -0 =5  |                |
| Leeds                | 16 aprile 1908    | 20  | +14 -2 =4  |                |
| Sevenoaks            | 20 aprile 1908    | 26  | +20 -1 =5  |                |
| Hastings             | 22 aprile 1908    | 24  | +18 -1 =5  |                |
| Hastings             | 25 aprile 1908    | 20  | +18 -0 =2  |                |
| Londra               | 29 aprile 1908    | 20  | +9 -1 =10  | [26]           |
| Battersea            | 2 maggio 1908     | 20  | +17 -0 =3  |                |
| L'Aia                | 9 maggio 1908     | 25  | +11 -7 =7  |                |
| Rotterdam            | 11 maggio 1908    | 25  | +22 -2 =1  |                |
| Utrecht              | 12 maggio 1908    | 26  | +18 -1 =7  |                |
| Krefeld              | 13 maggio 1908    | 32  | +25 -1 =6  |                |
| Colonia              | 14 maggio 1908    | 28  | +21 -3 =4  |                |
| Francoforte sul Meno | 15 maggio 1908    | 26  | +21 -2 =3  |                |
| Francoforte sul Meno | 16 maggio 1908    | 26  | +23 -1 =2  |                |
| Augusta              | 19 maggio 1908    | 25  | +22 -2 =1  |                |
| Žatec                | 22 maggio 1908    | 25  | +23 -1 =1  |                |
| Praga                | 24 maggio 1908    | 26  | +16 -2 =8  |                |
| Głogów               | 31 maggio 1908    | 19  | +16 -0 =3  |                |
| Ratisbona            | 3 giugno 1908     | 20  | +18 -2 =0  |                |
| Leida                | 6 giugno 1908     | 25  | +20 -0 =5  |                |
| Scheveningen         | 8 giugno 1908     | 26  | +19 -1 =6  |                |
| Rotterdam            | 9 giugno 1908     | 25  | +20 -1 =4  |                |
| Duisburg             | 11 giugno 1908    | 26  | +23 -0 =3  |                |
| Stoccarda            | 13 giugno 1908    | 25  | +19 -4 =2  |                |
| Plzeň                | 15 giugno 1908    | 25  | +18 -3 =4  |                |
| Copenaghen           | 9 luglio 1908     | 26  | +18 -4 =4  |                |
| Francoforte sul Meno | 12 ottobre 1908   | 25  | +14 -4 =7  |                |
| Berlino              | 15 dicembre 1908  | 27  | +23 -2 =2  |                |
| Breslavia            | 17 dicembre 1908  | 28  | +23 -3 =2  |                |
| Vienna               | 19 dicembre 1908  | 3   | +2 -0 =1   | Con l'orologio |
| Vienna               | 20 dicembre 1908  | 16  | +13 -2 =1  |                |
| Vienna               | 22 dicembre 1908  | 17  | +14 -2 =1  |                |
| Amsterdam            | 29 dicembre 1908  | 26  | +21 -4 =1  |                |
| Utrecht              | 1º gennaio 1909   | 25  | +21 -2 =2  |                |
| Groninga             | 2 gennaio 1909    | 25  | +20 -0 =5  |                |
| Haarlem              | 3 gennaio 1909    | 25  | +20 -2 =3  |                |
| Parigi               | 8 gennaio 1909    | 18  | +14 -1 =3  | [17]           |
| San Pietroburgo      | 14 marzo 1909     | 25  | +19 -1 =5  |                |
| Tallinn              | 18 marzo 1909     | 32  | +24 -1 =7  |                |
| Tartu                | 20 marzo 1909     | 31  | +21 -3 =7  |                |
| Riga                 | 22 marzo 1909     | 30  | +25 -3 =2  |                |
| Riga                 | 23 marzo 1909     | 20  | +17 -1 =2  |                |
| Berlino              | 6 aprile 1909     | 18  | +13 -3 =2  |                |
| New York             | giugno 1909       | 23  | +14 -2 =7  | [33]           |
| New York             | giugno 1909       | 14  | +12 -1 =1  | [15]           |
| New York             | 24 marzo 1910     | 30  | +27 -3 =0  | [14]           |
| Washington           | 22 aprile 1910    | 27  | +20 -4 =3  |                |
| Filadelfia           | 23 aprile 1910    | 21  | +19 -1 =1  | [34]           |
| New York             | 25 aprile 1910    | 21  | +18 -1 =2  | [35]           |
| Buenos Aires         | 18 giugno 1910    | 31  | +25 -2 =4  | [36]           |
| Buenos Aires         | 10 luglio 1910    | 30  | +30 -0 =0  |                |
| Buenos Aires         | 17 luglio 1910    | 12  | +10 -0 =2  |                |
| Berlino              | 18 ottobre 1910   | 20  | +13 -4 =3  |                |

## 1911-1920
| Città                 | Data             | Nr. | Risultato  | Note          |
| --------------------- | ---------------- | --- | ---------- | ------------- |
| Budapest              | 26 gennaio 1911  | 30  | +18 -4 =8  |               |
| Amburgo               | gennaio 1911     | 29  | +22 -2 =5  |               |
| New York              | 14 ottobre 1911  | 24  | +23 -0 =1  |               |
| Louisville            | 21 ottobre 1911  | 26  | +21 -1 =4  |               |
| Boston                | 18 novembre 1911 | 23  | +21 -0 =2  |               |
| Berlino               | 5 dicembre 1911  | 20  | +19 -0 =1  | Tandem[37]    |
| Berlino               | 17 novembre 1912 | 30  | +23 -1 =6  |               |
| Marsiglia             | dicembre 1912    | 16  | +16 -0 =0  |               |
| Lione                 | 26 dicembre 1912 | 30  | +23 -4 =3  |               |
| Parigi                | 27 dicembre 1912 | 17  | +12 -1 =4  | [38]          |
| Parigi                | 28 dicembre 1912 | 20  | +17 -1 =2  |               |
| Krefeld               | 16 ottobre 1913  | 26  | +22 -1 =3  |               |
| Magonza               | 20 ottobre 1913  | 25  | +22 -1 =2  |               |
| Norimberga            | 21 ottobre 1913  | 25  | +23 -2 =0  |               |
| Monaco di Baviera     | 23 ottobre 1913  | 25  | +22 -1 =2  |               |
| Innsbruck             | 25 ottobre 1913  | 25  | +22 -1 =2  |               |
| Salisburgo            | 27 ottobre 1913  | 25  | +22 -1 =2  |               |
| Ratisbona             | 29 ottobre 1913  | 25  | +22 -0 =3  |               |
| Wiesbaden             | 1 novembre 1913  | 25  | +22 -1 =2  |               |
| Mannheim              | 2 novembre 1913  | 25  | +15 -4 =6  |               |
| Barmen                | 6 novembre 1913  | 26  | +21 -2 =3  |               |
| Mühlheim              | 8 novembre 1913  | 15  | +13 -0 =2  |               |
| Aquisgrana            | 10 novembre 1913 | 25  | +23 -1 =1  |               |
| Brema                 | 15 novembre 1913 | 25  | +22 -1 =2  |               |
| Magdeburgo            | 17 novembre 1913 | 25  | +21 -0 =4  |               |
| Chemnitz              | 22 novembre 1913 | 25  | +22 -1 =2  |               |
| Linz                  | 24 novembre 1913 | 25  | +22 -1 =2  |               |
| Brno                  | 26 novembre 1913 | 25  | +19 -1 =5  |               |
| Vienna                | 24 novembre 1913 | 25  | +21 -0 =4  |               |
| Bratislava            | 2 dicembre 1913  | 25  | +22 -1 =2  |               |
| Praga                 | 4 dicembre 1913  | 25  | +10 -5 =10 |               |
| Königsberg            | 6 dicembre 1913  | 26  | +24 -0 =2  |               |
| Berlino               | 9 dicembre 1913  | 28  | +25 -1 =2  |               |
| Stettino              | 11 dicembre 1913 | 25  | +23 -0 =2  |               |
| Kassel                | 13 dicembre 1913 | 22  | +22 -0 =0  |               |
| Pforzheim             | 16 dicembre 1913 | 25  | +23 -0 =2  |               |
| Friburgo in Brisgovia | 17 dicembre 1913 | 25  | +23 -0 =2  |               |
| Stoccarda             | 19 dicembre 1913 | 25  | +21 -1 =3  |               |
| Amburgo               | 27 febbraio 1914 | 29  | +21 -2 =6  |               |
| Francoforte sul Meno  | 5 marzo 1914     | 22  | +19 -0 =3  |               |
| Rjazan'               | 24 marzo 1914    | 29  | +25 -1 =3  |               |
| Mosca                 | 25 marzo 1914    | 38  | +32 -1 =5  |               |
| Mosca                 | 28 marzo 1914    | 21  | +14 -2 =5  |               |
| Mosca                 | 29 marzo 1914    | 36  | +22 -4 =10 |               |
| Mosca                 | 30 marzo 1914    | 41  | +27 -2 =12 |               |
| Vilnius               | 26 maggio 1914   | 30  | +27 -1 =2  |               |
| Zurigo                | 7 aprile 1916    | 25  | +18 -3 =4  |               |
| Berlino               | 17 dicembre 1916 | 30  | +25 -2 =3  |               |
| Košice                | 26 ottobre 1917  | 32  | +25 -0 =7  |               |
| Budapest              | 28 ottobre 1917  | 30  | +28 -0 =2  |               |
| Timișoara             | 4 novembre 1917  | 32  | +24 -3 =5  |               |
| Győr                  | 9 novembre 1917  | 30  | +29 -1 =0  |               |
| Magdeburgo            | 22 marzo 1919    | 30  | +26 -0 =4  |               |
| Zurigo                | 19 maggio 1919   | 25  | +22 -3 =0  | [39]          |
| Stoccarda             | agosto 1919      | 26  | +24 -0 =2  |               |
| Mannheim              | ottobre 1919     | 25  | +21 -0 =4  |               |
| Karlsruhe             | 19 ottobre 1919  | 25  | +22 -1 =2  |               |
| Pforzheim             | 20 ottobre 1919  | 25  | +18 -0 =7  |               |
| Friburgo in Brisgovia | 22 ottobre 1919  | 25  | +24 -0 =1  |               |
| Monaco di Baviera     | 25 ottobre 1919  | 25  | +19 -2 =4  |               |
| Ratisbona             | 28 ottobre 1919  | 25  | +22 -1 =2  |               |
| Malmö                 | gennaio 1920     | 25  | +21 -0 =4  |               |
| L'Aia                 | 23 gennaio 1920  | 26  | +17 -4 =5  |               |
| Leida                 | 26 gennaio 1920  | 27  | +23 -0 =4  |               |
| Arnhem                | 28 gennaio 1920  | 27  | +25 -0 =2  |               |
| Enschede              | 29 gennaio 1920  | 27  | +26 -0 =1  |               |
| Amsterdam             | 31 gennaio 1920  | 25  | +14 -2 =9  |               |
| Zutphen               | 1 febbraio 1920  | 33  | +32 -0 =1  |               |
| Rotterdam             | 2 febbraio 1920  | 28  | +25 -1 =2  |               |
| Amsterdam             | 4 febbraio 1920  | 26  | +23 -0 =3  |               |
| L'Aia                 | 6 febbraio 1920  | 18  | +16 -0 =2  |               |
| Haarlem               | 7 febbraio 1920  | 27  | +23 -0 =4  |               |
| Amsterdam             | 9 febbraio 1920  | 25  | +18 -2 =5  |               |
| Amsterdam             | 10 febbraio 1920 | 20  | +16 -1 =3  |               |
| Nimega                | 11 febbraio 1920 | 29  | +27 -1 =1  |               |
| L'Aia                 | 13 febbraio 1920 | 5   | +3 -0 =2   | Consultazione |
| Middelburg            | 14 febbraio 1920 | 37  | +35 -0 =2  |               |
| Amsterdam             | 16 febbraio 1920 | 5   | +2 -0 =3   | Consultazione |
| Utrecht               | 20 febbraio 1920 | 27  | +24 -0 =3  |               |
| Amsterdam             | 21 febbraio 1920 | 30  | +27 -2 =1  |               |
| Hilversum             | 22 febbraio 1920 | 30  | +26 -1 =3  |               |
| Zeist                 | febbraio 1920    | 30  | +28 -1 =1  |               |
| L'Aia                 | febbraio 1920    | 30  | +26 -0 =4  |               |
| Bussum                | febbraio 1920    | 30  | +27 -0 =3  |               |
| Berlino               | 7 maggio 1920    | 20  | +13 -3 =4  | [40]          |

## 1921-1930
| Città                | Data              | Nr. | Risultato  | Note              |
| -------------------- | ----------------- | --- | ---------- | ----------------- |
| Madrid               | 22 maggio 1921    | 25  | +17 -1 =7  |                   |
| Saragozza            | 27 maggio 1921    | 20  | +20 -0 =0  |                   |
| Saragozza            | 28 maggio 1921    | 20  | +18 -1 =1  |                   |
| Barcellona           | 4 giugno 1921     | 26  | +24 -1 =1  |                   |
| Teplice              | 21 febbraio 1922  | 30  | +24 -2 =4  |                   |
| Francoforte sul Meno | 7 aprile 1922     | 20  | +15 -3 =2  |                   |
| Groninga             | 17 febbraio 1923  | 32  | +29 -1 =2  |                   |
| Leida                | 20 febbraio 1923  | 31  | +30 -1 =0  |                   |
| Delft                | 22 febbraio 1923  | 32  | +30 -0 =2  |                   |
| Amsterdam            | 24 febbraio 1923  | 30  | +23 -2 =5  | [41]              |
| Rotterdam            | 28 febbraio 1923  | 12  | +12 -0 =0  |                   |
| Kampen               | 3 marzo 1923      | 31  | +30 -0 =1  |                   |
| Gorinchem            | 7 marzo 1923      | 21  | +20 -0 =1  |                   |
| L'Aia                | 9 marzo 1923      | 15  | +9 -1 =5   | Consultazione     |
| L'Aia                | 13 marzo 1923     | 31  | +26 -3 =2  |                   |
| L'Aia                | 15 marzo 1923     | 15  | +12 -0 =3  |                   |
| L'Aia                | 20 marzo 1923     | 5   | +4 -0 =1   | Consultazione[42] |
| Göteborg             | ottobre 1923      | 30  | +20 -3 =7  |                   |
| Helsingborg          | 21 ottobre 1923   | 31  | +29 -0 =2  |                   |
| Mosca                | 7 febbraio 1924   | 35  | +22 -2 =11 |                   |
| Mosca                | 9 febbraio 1924   | 17  | +16 -0 =1  |                   |
| Mosca                | 10 febbraio 1924  | 22  | +19 -0 =3  |                   |
| Leningrado           | 15 febbraio 1924  | 20  | +10 -1 =9  |                   |
| Leningrado           | 18 febbraio 1924  | 20  | +13 -3 =4  |                   |
| Chicago              | 26 aprile 1924    | 37  | +29 -2 =6  | [43]              |
| Detroit              | maggio 1924       | 42  | +26 -6 =10 |                   |
| New York             | 21 maggio 1924    | 20  | +19 -1 =0  | [44]              |
| Senftenberg          | 14 settembre 1924 | 25  | +23 -1 =1  |                   |
| Belgrado             | 21 settembre 1924 | 36  | +34 -0 =2  |                   |
| Subotica             | 22 settembre 1924 | 33  | +30 -1 =2  |                   |
| Sombor               | 23 settembre 1924 | 29  | +29 -0 =0  |                   |
| Zagabria             | 25 settembre 1924 | 39  | +32 -0 =7  |                   |
| Zagabria             | 26 settembre 1924 | 9   | +5 -1 =3   | Con l'orologio    |
| Lubiana              | 27 settembre 1924 | 39  | +29 -3 =8  |                   |
| Maribor              | 28 settembre 1924 | 7   | +6 -0 =1   |                   |
| Zagabria             | 2 ottobre 1924    | 30  | +26 -1 =3  |                   |
| Praga                | 26 ottobre 1924   | 31  | +15 -6 =10 |                   |
| Brno                 | novembre 1924     | 36  | +24 -0 =12 |                   |
| Berlino              | 19 gennaio 1925   | 22  | +16 -2 =4  |                   |
| Aquisgrana           | 5 febbraio 1925   | 35  | +32 -0 =3  |                   |
| Dresda               | marzo 1925        | 10  | +7 -1 =2   | Con l'orologio    |
| Monaco di Baviera    | 14 marzo 1925     | 10  | +8 -1 =1   | Con l'orologio    |
| Monaco di Baviera    | 15 marzo 1925     | 32  | +23 -2 =7  |                   |
| Magdeburgo           | 19 marzo 1925     | 20  | +15 -3 =2  |                   |
| Hannover             | 21 marzo 1925     | 30  | +23 -3 =7  |                   |
| Amburgo              | 24 marzo 1925     | 26  | +16 -0 =3  |                   |
| Flensburgo           | 26 marzo 1925     | 33  | +28 -1 =4  |                   |
| Stoccarda            | 29 marzo 1925     | 32  | +23 -3 =6  |                   |
| Göppingen            | 30 marzo 1925     | 25  | +21 -0 =4  |                   |
| Zittau               | 27 aprile 1925    | 35  | +32 -1 =2  |                   |
| Chemnitz             | 28 aprile 1925    | 10  | +9 -0 =1   | Con l'orologio    |
| Rathenow             | 22 maggio 1925    | 25  | +24 -0 =1  |                   |
| Mittweida            | 18 giugno 1925    | 30  | +26 -2 =2  |                   |
| Stettino             | 10 ottobre 1925   | 15  | +12 -1 =2  | Con l'orologio    |
| Brooklyn             | 23 gennaio 1926   | 28  | +17 -1 =10 |                   |
| Brooklyn             | 30 gennaio 1926   | 37  | +35 -0 =2  |                   |
| Boston               | 5 febbraio 1926   | 30  | +25 -1 =4  | [45]              |
| Brooklyn             | 6 febbraio 1926   | 30  | +27 -0 =3  | [46]              |
| New York             | 8 febbraio 1926   | 30  | +24 -3 =3  | [47]              |
| Utica                | 11 febbraio 1926  | 17  | +16 -0 =1  |                   |
| Buffalo              | 13 febbraio 1926  | 25  | +21 -1 =3  |                   |
| Cleveland            | 15 febbraio 1926  | 35  | +32 -1 =2  |                   |
| Chicago              | 20 febbraio 1926  | 30  | +28 -0 =2  |                   |
| Chicago              | 23 febbraio 1926  | 32  | +26 -4 =2  | [48]              |
| Chicago              | 25 febbraio 1926  | 30  | +25 -2 =3  | [49]              |
| Battle Creek         | 27 febbraio 1926  | 26  | +23 -2 =1  |                   |
| Saint Paul           | 1 marzo 1926      | 24  | +23 -1 =0  |                   |
| Duluth               | 3 marzo 1926      | 30  | +28 -0 =2  |                   |
| Davenport            | 5 marzo 1926      | 33  | +30 -1 =2  |                   |
| Denver               | 11 marzo 1926     | 11  | +10 -0 =1  |                   |
| Colorado Springs     | 13 marzo 1926     | 27  | +26 -1 =0  |                   |
| Seattle              | 17 marzo 1926     | 30  | +25 -2 =3  | [50]              |
| Portland             | 20 marzo 1926     | 27  | +26 -1 =0  |                   |
| San Francisco        | 22 marzo 1926     | 35  | +26 -1 =8  | [51]              |
| Los Angeles          | 25 marzo 1926     | 24  | +19 -3 =2  |                   |
| San Antonio          | 31 marzo 1926     | 32  | +32 -0 =0  |                   |
| Dallas               | 3 maggio 1926     | 26  | +24 -1 =1  |                   |
| Cincinnati           | 10 maggio 1926    | 27  | +26 -1 =0  |                   |
| Cincinnati           | 11 maggio 1926    | 28  | +27 -1 =0  |                   |
| Chicago              | 14 maggio 1926    | 10  | +6 -1 =3   |                   |
| Cleveland            | 16 maggio 1926    | 36  | +35 -1 =0  |                   |
| Ford City            | 19 maggio 1926    | 19  | +19 -0 =0  |                   |
| Toronto              | 21 maggio 1926    | 31  | +25 -1 =5  |                   |
| Niagara Falls        | 23 maggio 1926    | 14  | +13 -1 =0  |                   |
| Baltimora            | 26 maggio 1926    | 32  | +26 -2 =4  |                   |
| Oslo                 | febbraio 1927     | 30  | +21 -4 =5  |                   |
| Göteborg             | febbraio 1927     | 26  | +18 -4 =4  |                   |
| Copenaghen           | 18 marzo 1927     | 10  | +5 -3 =2   | Con l'orologio    |
| Copenaghen           | 20 marzo 1927     | 30  | +21 -5 =4  |                   |
| Chicago              | ottobre 1928      | 30  | +27 -1 =2  |                   |
| New York             | 18 ottobre 1928   | 31  | +24 -5 =2  | [52]              |
| New York             | 8 novembre 1928   | 10  | +7 -2 =1   | Con l'orologio    |
| Delft                | 11 febbraio 1929  | 20  | +18 -0 =2  |                   |

## 1931-1939
| Città               | Data             | Nr. | Risultato  | Note           |
| ------------------- | ---------------- | --- | ---------- | -------------- |
| Königsberg          | 12 dicembre 1932 | 20  | +14 -3 =3  |                |
| Riga                | dicembre 1932    | 20  | +8 -4 =8   |                |
| Parigi              | 18 marzo 1933    | 30  | +22 -5 =3  | [17]           |
| Utrecht             | 16 ottobre 1933  | 25  | +20 -0 =5  |                |
| Budapest            | 17 aprile 1934   | 36  | +28 -1 =7  |                |
| Szolnok             | 21 aprile 1934   | 34  | +23 -4 =7  |                |
| Kecskemét           | 22 aprile 1934   | 28  | +24 -3 =1  |                |
| Vienna              | 29 aprile 1934   | 30  | +20 -5 =5  |                |
| Newcastle upon Tyne | 3 dicembre 1934  | 26  | +23 -2 =1  |                |
| Newcastle upon Tyne | 5 dicembre 1934  | 8   | +7 -1 =0   | Con l'orologio |
| Mosca               | 17 marzo 1935    | 25  | +14 -5 =6  | [53]           |
| Lucerna             | 12 aprile 1935   | 30  | +27 -1 =2  |                |
| Bodegraven          | 17 aprile 1935   | 42  | +32 -6 =4  |                |
| Chicago             | 10 dicembre 1937 | 27  | +21 -1 =5  | [54]           |
| Chicago             | 19 dicembre 1937 | 25  | +23 -0 =2  | [55]           |
| New York            | 9 gennaio 1938   | 28  | +20 -2 =6  | [47]           |
| New York            | ottobre 1938     | 32  | +27 -1 =4  | [56]           |
| New Rochelle        | 18 novembre 1938 | 23  | +20 -1 =2  |                |
| New York            | 7 luglio 1939    | 20  | +10 -0 =10 | [57]           |
| Hamilton            | 25 agosto 1939   | 30  | +24 -1 =5  | [58]           |

## Statistiche
| Periodo   | Nr. simul | Nr. partite | +     | -   | =     | %     |
| --------- | --------- | ----------- | ----- | --- | ----- | ----- |
| 1891-1900 | 113       | 2 352       | 2 001 | 143 | 208   | 89,5% |
| 1901-1910 | 166       | 3 741       | 3 039 | 211 | 491   | 87,8% |
| 1911-1920 | 85        | 2 198       | 1 837 | 88  | 273   | 89,8% |
| 1921-1930 | 94        | 2 408       | 2 004 | 125 | 279   | 90%   |
| 1931-1939 | 20        | 549         | 417   | 46  | 86    | 82%   |
| Totale    | 478       | 11 248      | 9 298 | 613 | 1 337 | 87,8% |